# آنزوآتگویی (تولیما)
آنزوآتگویی (انگلیسی: Anzoátegui, Tolima) نام شهری در کشور کلمبیا است.